# Ват Пхра Дхаммакая
Ват Пхра Дхаммакая (тайск. วัดพระธรรมกาย) — буддийский храм, расположенный в провинции Патхумтхани, недалеко от Бангкока.
Храм принадлежит общине неортодоксального буддийского движения Дхаммакая. Его строительство началось в 1970 году и завершилось в 1985 году. Это один из крупнейших храмов Таиланда.
Своей архитектурой он напоминает большой стадион или космический корабль. На его куполе установлено 300 тысяч золотых статуэток Будды. Ещё 700 тысяч располагается внутри храма. Купол окружён площадкой для медитации. В храме проживает около 3000 монахов, послушников и мирян.